# Alberto García-Aspe Mena
Alberto García-Aspe Mena (Ciutat de Mèxic, 11 de maig de 1967) és un futbolista mexicà retirat de la dècada dels 90.
Amb 109 partit disputats, és un dels jugadors que més partits ha jugat amb la selecció mexicana. Ha disputat tres Mundials (1994, 1998 i 2002). Pel que fa a clubs, ha destacat principalment a UNAM Pumas i Necaxa. Guanyà quatre campionats, 1991 amb Pumas i 1995, 1996 i 1997 amb Necaxa. En total jugà 518 partits, marcà 142 gols, i donà 51 assistències a la Primera Divisió Mexicana. Amb la selecció fou campió de la Copa Confederacions de l'any 1999.